# Oskar von Miller
Oskar Miller, a partir de 1875 von Miller (Munique, 7 de maio de 1855 — Munique, 9 de abril de 1934) foi um engenheiro civil alemão. É conhecido como pioneiro da energia hidráulica e fundador do Deutsches Museum.

## Vida
Miller escolheu engenharia e estudou engenharia civil na Universidade Técnica de Munique. Em 1875–79 ele fez amizade com Rudolf Diesel. Depois de completar com sucesso seus estudos em agosto de 1878, ele entrou para o Serviço de Construção do Estado da Baviera. No entanto, a forma oficial de trabalhar não oferecia ao aspirante a engenheiro a margem de manobra necessária. No entanto, em 1881, ele teve a oportunidade de participar da Exposição de Eletricidade de Paris como parte de uma licença especial não remunerada. visitar para explorar as possibilidades de uso de energia hidrelétrica para a Baviera. Como autodidata, ele abriu caminho para o ainda jovem campo da engenharia elétrica. Em 1882 ele organizou a primeira exposição de engenharia elétrica na Alemanha em Munique. Nesta exposição, juntamente com Marcel Depréz, ele foi o primeiro a conseguir transmitir energia elétrica por uma distância de cerca de 60 quilômetros de Miesbach a Munique (transmissão de corrente contínua de longa distância Miesbach-Munique). A eletricidade veio de um dínamo de 1,5 cv, em Miesbach de uma máquina a vapor foi conduzido. A energia elétrica foi então transportada a uma voltagem de 2 000 volts para o centro de exposições de Munique por meio de uma linha telegráfica. Lá, a eletricidade era usada para acionar uma bomba que alimentava uma cachoeira artificial. A água foi elevada a uma altura de 2,5 metros de onde caiu em uma piscina.
De 1883 a 1889 foi, junto com Emil Rathenau, diretor da German Edison Society (mais tarde AEG). Ele aceitou o cargo porque seus planos hidrelétricos na Baviera ainda não haviam sido aceitos pelas autoridades.
Em 1890 ele fundou sua própria empresa de engenharia e logo se tornou um líder na área de gerenciamento de energia. Em 1891 assumiu a direção da Exposição Eletrotécnica Internacional de Frankfurt am Main. Mais uma vez, ele conseguiu junto com Mikhail Ossipowitsch Doliwo-Dobrowolski com a transmissão de longa distância de corrente trifásica de 20 000 volts na distância de 176 quilômetros de Lauffen am Neckar a Frankfurt am Main, uma obra-prima técnica que deve significar o avanço da transmissão de corrente alternada.
Em 1892, a usina hidrelétrica em Schöngeising, construída de acordo com os planos de Oskar von Miller, entrou em operação e foi uma das primeiras cidades da Baviera a fornecer eletricidade à cidade vizinha de Fürstenfeldbruck para iluminação elétrica nas ruas. A usina histórica com suas três turbinas e dois geradores ainda está em operação hoje e é um edifício tombado.
Em 1895, ele comprou o moinho de martelos no que hoje é o distrito de Ettmannsdorf de Schwandorf e montou uma usina elétrica lá. Como não havia abastecimento de gás municipal em Schwandorf, ele pôde testar a cozinha elétrica aqui junto com algumas donas de casa progressistas.
De 1918 a 1924, ele foi gerente de projeto para a construção do que era então a maior usina de armazenamento do mundo, a usina de Walchensee. Ele também promoveu o desenvolvimento de uma rede de fornecimento de energia pan-bávara. O Bayernwerk surgiu a partir desta iniciativa. De 1922 a 1933, von Miller foi membro do Senado da Kaiser Wilhelm Society. Ele também foi membro do conselho de administração da Deutsche Reichsbahn-Gesellschaft.
Independentemente do uso de energia hidrelétrica, von Miller permaneceu ligado à engenharia hidráulica e à engenharia civil. Ele iniciou um instituto de engenharia hidráulica para a Baviera rica em água, hoje "Instituto de Pesquisa para Engenharia Hidráulica e Gerenciamento de Água, Instituto Oskar von Miller" na Universidade Técnica de Munique em Obernach perto do Lago Walchen, que não apenas investigou quase todos os principais sistemas hidráulicos da Baviera projetos de engenharia desde então, mas também tem atuado em todo o mundo e foi um modelo para outros institutos de engenharia hidráulica.
Miller morreu no Deutsches Museum em 1934 como resultado de um ataque cardíaco, alguns meses após a morte acidental de sua esposa.